# Henningtjärnarna (Ovikens socken, Jämtland, 697722-138082)
Henningtjärnarna är en sjö i Bergs kommun i Jämtland och ingår i Ljungans huvudavrinningsområde.